# ميكائيل بيزو
ميكائيل بيزو (بالفرنسية: Mickaël Pizzo)‏ هو لاعب كرة قدم فرنسي في مركز الوسط، ولد في 26 مارس 1979 في سان دوني في فرنسا. لعب مع نادي النجم الأحمر ونادي بويسي ونادي غرونوبل ونادي كيلمارنوك ويو أس أفرانش.

## وصلات خارجية
- ميكائيل بيزو على موقع قاعدة بيانات كرة القدم.إي يو (الإنجليزية)